# Squalodon
Squalodon és un gènere extint de cetacis odontocets pertanyent a la superfamília Platanistoidea i de la família Squalodontidae. Anomenat per Grateloup el 1840, el considerava un dinosaure iguanodont, però posteriorment fou reclassificat. El nom Squalodon prové de Squalus, un gènere de tauró. El seu nom significa 'dent de Squalus'.